# Congrès mondial de linguistique africaine
Le Congrès mondial de linguistique africaine (anglais : World Congress of African Linguistics, abrégé en WOCAL) est une conférence scientifique  dans le domaine de la linguistique africaine.

## Liste chronologique des congrès mondiaux
| N° | Lieu                                                          | Ville         | Pays       | Année | Dates             |
| -- | ------------------------------------------------------------- | ------------- | ---------- | ----- | ----------------- |
| 1  | Université d'Eswatini                                         | Kwaluseni     | Eswatini   | 1994  | 18-22 juillet     |
| 2  | Université de Leipzig                                         | Leipzig       | Allemagne  | 1997  | 27 juillet-3 août |
| 3  | Université du Bénin-Lomé                                      | Lomé          | Togo       | 2000  | 21-26 août        |
| 4  | Université Rutgers                                            | New Brunswick | États-Unis | 2003  | 17-22 juin        |
| 5  | African Union Conference Center et l'université d'Addis-Abeba | Addis-Abeba   | Éthiopie   | 2006  | 7-11 août         |
| 6  | Université de Cologne                                         | Cologne       | Allemagne  | 2009  | 16-21 août        |
| 7  | Université de Buéa                                            | Buéa          | Cameroun   | 2012  | 20-24 août        |
| 8  | Université de Kyoto                                           | Kyoto         | Japon      | 2015  | 20-24 août        |
| 9  | Université Mohammed-V de Rabat                                | Rabat         | Maroc      | 2018  | 25-28 août        |
| 10 | Université de Leyde                                           | Leyde         | Pays-Bas   | 2021  | 7-12 juin         |
| 11 | Université de Nairobi                                         | Nairobi       | Kenya      | 2024  | 5-9 août          |
| 12 | Université de Vienne                                          | Vienne        | Autriche   | 2027  | août              |